# Kriegerdenkmal Potzehne
Das Kriegerdenkmal Potzehne ist ein denkmalgeschütztes Kriegerdenkmal im Ortsteil Potzehne der Stadt Gardelegen in Sachsen-Anhalt. Im örtlichen Denkmalverzeichnis ist das Kriegerdenkmal unter der Erfassungsnummer 094 98098 als Baudenkmal verzeichnet.

## Allgemeines
Das Denkmal, an der Kreuzung der Straßen Am Dorn und Am Bad gelegen, ist eine Stele auf einem mehrstufigen Sockel, verziert mit stilisierten Kanonenrohren, Eisernen Kreuzen und gekrönt von einem Stahlhelm. An drei Seiten der Stele wurde eine Gedenktafel angebracht. Die mittlere gedenkt der gefallenen Soldaten des Ersten Weltkriegs und die beiden äußeren wurden später zum Gedenken an die Gefallenen des Zweiten Weltkriegs angebracht.

## Inschrift
Gedenktafel Erster Weltkrieg
Gedenktafeln Zweiter Weltkrieg